# Panumbangan (Panumbangan)
Panumbangan is een bestuurslaag in het regentschap Ciamis van de provincie West-Java, Indonesië. Panumbangan telt 5848 inwoners (volkstelling 2010).